# Asteroid tipa L
 Asteroid tipa L je vrsta zelo redkih asteroidov, ki imajo rdečkast spekter pod 0,75 μm in neizrazit raven spekter nad to valovno dolžino.
V primerjavi z asteroidi tipa K kažejo bolj rdečkast spekter v vidnem delu in raven spekter v infrardečem delu.
Po  Tholenovem načinu
razvrščanja so označeni kot asteroidi tipa S z neizrazitim spektrom. Ta tip je bil uveden v razvrščanju  po SMASS
Primeri asteroidov tipa L :
- 980 Anakostija
- 387 Akvitanija

## Asteroidi tipa Ld
Asteroidi tipa Ld so bili predlagani v razvrstitvi po SMASS. Imajo spekter okoli 0.75 μm, podoben tistim tipa L, a so še bolj rdečkasti v vidnih dolžinah, kot recimo tip D. Primer je lahko 728 Leonisis, četudi so ga uvrstili v tip A.